# Honoré I. (Monaco)
Honoré I. von Monaco (* 1522; † 7. Oktober 1581) aus der Familie der Grimaldi war von 1532 bis 1581 Herr von Monaco.
Honoré I. war der Sohn von Lucien von Monaco und Neffe von Augustin von Monaco, nach dessen Tod er die Erbfolge für die Herrschaft über Monaco antrat. Da er im Jahr 1532 erst zehn Jahre alt war, gelang es Etienne Grimaldi aus Genua, das Kommando und die Verwaltung über Monaco in seinem Namen zu übernehmen. Etienne, der zuvor Höfling unter Karl I. von Spanien war, sucht bald die Alleinherrschaft. Aber auch Honoré lernt, sich und seine Ansprüche durchzusetzen. Er erkennt Etienne als Mitherrscher auf Lebenszeit an und teilt sich mit ihm nach seiner Volljährigkeit die Herrschaft.
Im Jahr 1545 heiratete er Isabelle Grimaldi, eine Nichte Etiennes. Durch steigende Ausgaben für die Flotte und ihre Schlösser ruinierten sich Honoré und Etienne fast vollständig. Der Ehrenhof des heutigen Palastes von Monaco und die Herkules-Galerie entstanden in dieser Zeit.
1561 starb Etienne. Honoré umgab sich weiterhin mit „schönen Künsten, Waffenübungen und anderen ehrbaren Vergnügungen“. Kriege mied er.
Mit seiner Frau Isabelle hatte Honoré vierzehn Kinder, vier Söhne überlebten ihn. Er starb am 7. Oktober 1581. Sein Nachfolger wurde sein ältester Sohn Charles II.